# Paganese Calcio 1926 2010-2011
Questa voce raccoglie le informazioni riguardanti la Paganese Calcio 1926 nelle competizioni ufficiali della stagione 2010-2011.

## Stagione
La Paganese partecipa al girone A della Lega Pro Prima Divisione 2010-2011, riuscendo a classificarsi al 18 posto, ma dopo l'esclusione dell'Alessandria, viene posizionata al 17º posto, ma la retrocessione in seconda divisione era comunque inevitabile. In Coppa Italia Lega Pro, invece, termina all'ultimo Posto nel girone M con Appena 1 punto

## Divise e sponsor
- Sponsor Tecnico: Legea
- Sponsor Ufficiale: CO.FI.MAR S.p.a

## Organigramma societario
Area direttiva
- Presidente:Raffaele Trapani

Area tecnica
- Allenatore: Giuseppe Palumbo, poi Ezio Capuano
- Allenatore in seconda: Giuseppe Padovano

## Rosa
| N. |                    | Ruolo | Calciatore           |
| -- | ------------------ | ----- | -------------------- |
|    | Ucraina (bandiera) | P     | Ivan Buk             |
|    | Italia (bandiera)  | P     | Fabio Virgili        |
|    | Italia (bandiera)  | P     | Vincenzo Melillo     |
|    | Italia (bandiera)  | P     | Paolo Ginestra       |
|    | Italia (bandiera)  | P     | Ugo Gabrieli         |
|    | Italia (bandiera)  | D     | Luca Fusco           |
|    | Italia (bandiera)  | D     | Luigi Cuomo          |
|    | Italia (bandiera)  | D     | Giovanni Esposito    |
|    | Italia (bandiera)  | D     | Pasquale Martinelli  |
|    | Italia (bandiera)  | D     | Manuel Panini        |
|    | Italia (bandiera)  | D     | Giorgio Santarelli   |
|    | Italia (bandiera)  | D     | Orlando Urbano       |
|    | Italia (bandiera)  | D     | Alessandro Radi      |
|    | Italia (bandiera)  | D     | Raffaele Imparato    |
|    | Italia (bandiera)  | D     | Giuseppe Di Pasquale |
|    | Italia (bandiera)  | D     | Pasquale Esposito    |
|    | Italia (bandiera)  | C     | Giuseppe Casisa      |
|    | Italia (bandiera)  | C     | Daniele Greco        |
|    | Italia (bandiera)  | C     | Gianmarco Ingrosso   |
|    | Italia (bandiera)  | C     | Crescenzo Liccardo   |

| N. |                   | Ruolo | Calciatore              |
| -- | ----------------- | ----- | ----------------------- |
|    | Italia (bandiera) | C     | Claudio Sciannamè       |
|    | Italia (bandiera) | C     | Mirko Tammaro           |
|    | Italia (bandiera) | C     | Carlo Vicedomi          |
|    | Italia (bandiera) | C     | Alessandro Monticciolo  |
|    | Italia (bandiera) | C     | Antonio Grillo          |
|    | Italia (bandiera) | C     | Franco Lepore           |
|    | Italia (bandiera) | C     | Fabio Gatti             |
|    | Italia (bandiera) | C     | Pierluca Sanna          |
|    | Italia (bandiera) | A     | Emanuele Ferraro        |
|    | Italia (bandiera) | A     | Roberto Magliocco       |
|    | Italia (bandiera) | A     | Gianluca Macrì          |
|    | Italia (bandiera) | A     | Valentino Pisano        |
|    | Italia (bandiera) | A     | Loris Tortori           |
|    | Italia (bandiera) | A     | Vittorio Triarico Tateo |
|    | Italia (bandiera) | A     | Antonio D'Isanto        |
|    | Italia (bandiera) | A     | Roberto Cortese         |
|    | Italia (bandiera) | A     | Giacomo Lepri           |
|    | Italia (bandiera) | A     | Cosimo Tedesco          |
|    | Italia (bandiera) | A     | Pasquale Siciliano      |

## Calciomercato

### Sessione estiva(dal 01/06 al 30/09)
| Acquisti | Acquisti               | Acquisti | Acquisti |
| R.       | Nome                   | da       | Modalità |
| -------- | ---------------------- | -------- | -------- |
| P        | Vincenzo Melillo       | Ascoli   | -        |
| C        | Alessandro Monticciolo | Legnano  | -        |

| Cessioni | Cessioni          | Cessioni | Cessioni |
| R.       | Nome              | a        | Modalità |
| -------- | ----------------- | -------- | -------- |
| D        | Pasquale Esposito | Neapolis | -        |

### Sessione invernale(dal 1/11/2010 al 28/02/2011)
| Acquisti | Acquisti             | Acquisti       | Acquisti |
| R.       | Nome                 | da             | Modalità |
| -------- | -------------------- | -------------- | -------- |
| P        | Paolo Ginestra       | Foggia         | -        |
| P        | Giorgio Santarelli   | Cavese         | -        |
| D        | Orlando Urbano       | Perugia        | -        |
| D        | Alessandro Radi      | Brindisi       | -        |
| D        | Raffaele Imparato    | Catania        | -        |
| D        | Giuseppe Di Pasquale | Milazzo        | -        |
| D        | Luca Fusco           | Salernitana    | -        |
| C        | Franco Lepore        | Rodengo Saiano | -        |
| C        | Pierluca Sanna       | Fasano         | -        |
| C        | Fabio Gatti          | Perugia        | -        |
| A        | Emanuele Ferraro     | Taranto        | -        |
| A        | Roberto Cortese      | Foggia         | -        |

| Cessioni | Cessioni           | Cessioni  | Cessioni |
| R.       | Nome               | a         | Modalità |
| -------- | ------------------ | --------- | -------- |
| P        | Ugo Gabrieli       | Barletta  | -        |
| C        | Antonio Grillo     | Fondi     | -        |
| A        | Antonio D'isanto   | Cavese    | -        |
| A        | Giacomo Lepri      | Viareggio | -        |
| A        | Cosimo Tedesco     | Cosenza   | -        |
| A        | Pasquale Siciliano | Neapolis  | -        |

## Risultati

### Lega Pro Prima Divisione

#### Girone di andata
| Pagani 22 agosto 2010 1ª giornata | Paganese | 2 – 1 | Verona | Stadio Marcello Torre |

| 29 agosto 2010 2ª giornata | Pavia | 1 – 0 | Paganese |  |

| Pagani 5 settembre 2010 3ª giornata | Paganese | 2 – 1 | Bassano Virtus | Stadio Marcello Torre |

| 13 settembre 2010 4ª giornata | Salernitana | 2 – 0 | Paganese |  |

| Pagani 19 settembre 2010 5ª giornata | Paganese | 1 – 0 | Alessandria | Stadio Marcello Torre |

| 26 settembre 2010 6ª giornata | SPAL | 3 – 1 | Paganese |  |

| Pagani 3 ottobre 2010 7ª giornata | Paganese | 0 – 0 | Ravenna | Stadio Marcello Torre |

| 10 ottobre 2010 8ª giornata | Reggiana | 2 – 1 | Paganese |  |

| Pagani 17 ottobre 2010 9ª giornata | Paganese | 0 – 2 | Pergocrema | Stadio Marcello Torre |

| 24 ottobre 2010 10ª giornata | Sorrento | 1 – 0 | Paganese |  |

| Pagani 31 ottobre 2010 11ª giornata | Paganese | 1 – 2 | Monza | Stadio Marcello Torre |

| 7 novembre 2010 12ª giornata | Lumezzane | 2 – 0 | Paganese |  |

| 14 novembre 2010 13ª giornata | Cremonese | 2 – 0 | Paganese |  |

| Pagani 21 novembre 2010 14ª giornata | Paganese | 0 – 0 | Como | Stadio Marcello Torre |

| 28 novembre 2010 15ª giornata | Spezia | 1 – 0 | Paganese |  |

| Pagani 5 dicembre 2010 16ª giornata | Paganese | 0 – 2 | Gubbio | Stadio Marcello Torre |

| 12 dicembre 2010 17ª giornata | Südtirol | 2 – 1 | Paganese |  |

#### Girone di ritorno
| 19 dicembre 2010 18ª giornata | Verona | 4 – 0 | Paganese |  |

| Pagani 30 gennaio 2011 19ª giornata | Paganese | 1 – 1 | Pavia | Stadio Marcello Torre |

| 16 gennaio 2011 20ª giornata | Bassano Virtus | 1 – 0 | Paganese |  |

| Pagani 23 gennaio 2011 21ª giornata | Paganese | 0 – 0 | Salerno | Stadio Marcello Torre |

| 6 febbraio 2011 22ª giornata | Alessandria | 1 – 0 | Paganese |  |

| Pagani 13 febbraio 2011 23ª giornata | Paganese | 1 – 0 | SPAL | Stadio Marcello Torre |

| 20 febbraio 2011 24ª giornata | Ravenna | 1 – 0 | Paganese |  |

| Pagani 27 febbraio 2011 25ª giornata | Paganese | 2 – 0 | Reggiana | Stadio Marcello Torre |

| 13 marzo 2011 26ª giornata | Pergocrema | 0 – 0 | Paganese |  |

| Pagani 20 marzo 2011 27ª giornata | Paganese | 0 – 0 | Sorrento | Stadio Marcello Torre |

| 27 marzo 2011 28ª giornata | Monza | 0 – 0 | Paganese |  |

| Pagani 10 aprile 2011 29ª giornata | Paganese | 1 – 0 | Lumezzane | Stadio Marcello Torre |

| Pagani 17 aprile 2011 30ª giornata | Paganese | 1 – 0 | Cremonese | Stadio Marcello Torre |

| 23 aprile 2011 31ª giornata | Como | 0 – 0 | Paganese |  |

| Pagani 1º maggio 2011 32ª giornata | Paganese | 0 – 1 | Spezia | Stadio Marcello Torre |

| 8 maggio 2011 33ª giornata | Gubbio | 3 – 1 | Paganese |  |

| Pagani 15 maggio 2011 34ª giornata | Paganese | 1 – 0 | Südtirol | Stadio Marcello Torre |

### Coppa Italia Lega Pro

#### Fase a gironi
| Arbitro: | Valente (Roma) |

|                   |           |                    |
| Grieco 77’ (rig.) | Marcatori | 32’ (rig.) Tedesco |

| Arbitro: | Marianini (Aprilia) |

|                        |           |  |
| Scandurra 61’ Rega 84’ | Marcatori |  |

| Arbitro: | Adduci (Paola) |

|  |           |                                                                    |
|  | Marcatori | 25’ Marinucci Palermo 29’, 51’ Moxedano 48’, 72’ Bonanno 77’ Arena |

| Lamezia 8 settembre 2010 5ª giornata                          | Vigor Lamezia | 2 – 0 | Paganese | Stadio Guido D'Ippolito |
| \| \| \| \| \| Costantino 22’ Petrucci 46’ \| Marcatori \| \| |               |       |          |                         |
|                                                               |               |       |          |                         |
| Costantino 22’ Petrucci 46’                                   | Marcatori     |       |          |                         |